# Землесосний снаряд

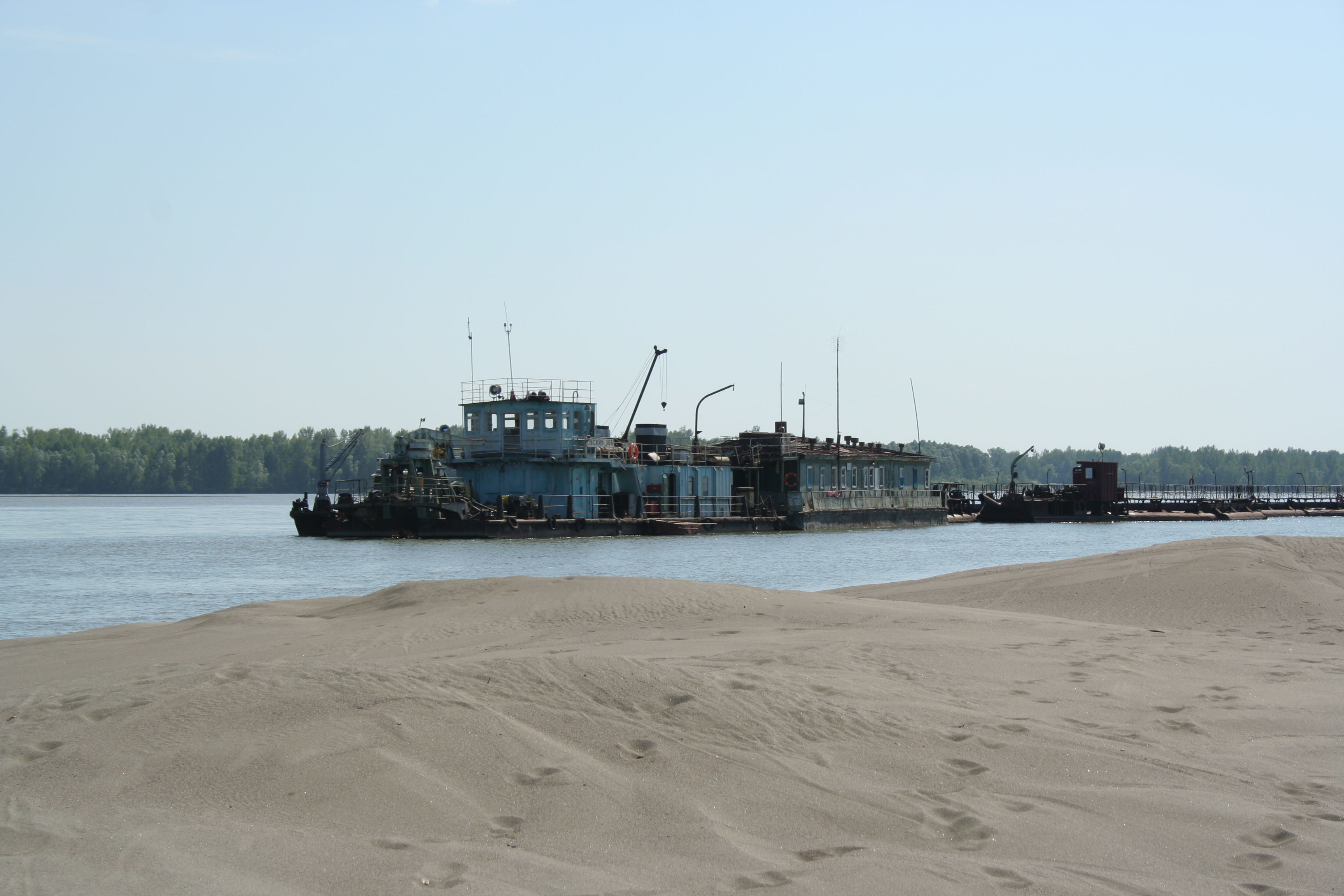
Землесосний снаряд з рефулером

Землесо́сний снаря́д (англ. suctiontube dredge, нім. Saugbagger m, Nassbagger m, Erdsaugbagger m, hydraulischer Schlammbagger m, Erdbagger m) — плавуча машина із всмоктувальним пристроєм, якою з-під води видобувають ґрунт. Робочим органом землесосного снаряда є насос (землесос) із всмоктувальною трубою, обладнаною механічним або гідравлічним розпушувачем. 
Землесосний снаряд застосовують для днопоглиблювальних робіт, зведення насипів тощо.
Землесосний снаряд з поршневими насосами уперше застосований у Франції в 1859 р. для днопоглиблюваних робіт. 
Основні параметри сучасних землесосних снарядів змінюються в широких межах. 
Глибина розробки 2—60 м, потужність електродвигунів 10—10 000 кВт, продуктивність — 8—10000 м3 ґрунту за годину. 
Перспективною сферою застосування землесосних снарядів в гірничій справі є розробка к.к. на шельфі, що потребує створення спец. глибинних землесосних снарядів. В Україні є розробки землесосних снарядів на основі ерліфтів, які забезпечують піднімання к.к. з глибин до 6 000 м.